# Accrington FC
Accrington FC (celým názvem: Accrington Football Club) byl anglický fotbalový klub, který sídlil ve městě Accrington v nemetropolitním hrabství Lancashire. Založen byl v roce 1878. V roce 1888 se stal zakládajícím členem The Football League, první ligové soutěže na světě. Odstoupil z ní v roce 1893 kvůli narůstajícím finančním problémům. Nakonec i kvůli těmto problémům v roce 1896 definitivně zanikl. Klubové barvy byly červená a bílá.
Své domácí zápasy odehrával na stadionu Thorneyholme Road.

## Úspěchy v domácích pohárech
Zdroj: 
- FA Cup
  - 3. kolo: 1887/88

## Umístění v jednotlivých sezonách
Stručný přehled
Zdroj: 
- 1888–1892: Football League
- 1892–1893: Football League First Division
- 1893–1895: Lancashire League
- 1895–1896: Lancashire Combination

Jednotlivé ročníky
Zdroj: 
Legenda: Z - zápasy, V - výhry, R - remízy, P - porážky, VG - vstřelené góly, OG - obdržené góly, +/- - rozdíl skóre, B - body, červené podbarvení - sestup, zelené podbarvení - postup, fialové podbarvení - reorganizace, změna skupiny či soutěže
| Anglie (1888 – 1896) |                        |        |                                                             |                                                             |                                                             |                                                             |                                                             |                                                             |                                                             |                                                             |        |
| Sezóny               | Liga                   | Úroveň | Z                                                           | V                                                           | R                                                           | P                                                           | VG                                                          | OG                                                          | +/-                                                         | B                                                           | Pozice |
| 1888/89              | Football League        | 1      | 22                                                          | 6                                                           | 8                                                           | 8                                                           | 48                                                          | 48                                                          | 0                                                           | 20                                                          | 7.     |
| 1889/90              | Football League        | 1      | 22                                                          | 9                                                           | 6                                                           | 7                                                           | 53                                                          | 56                                                          | -3                                                          | 24                                                          | 6.     |
| 1890/91              | Football League        | 1      | 22                                                          | 6                                                           | 4                                                           | 12                                                          | 28                                                          | 50                                                          | -22                                                         | 16                                                          | 10.    |
| 1891/92              | Football League        | 1      | 26                                                          | 8                                                           | 4                                                           | 14                                                          | 40                                                          | 78                                                          | -38                                                         | 20                                                          | 11.    |
| 1892/93              | First Division         | 1      | 30                                                          | 6                                                           | 11                                                          | 13                                                          | 57                                                          | 81                                                          | -24                                                         | 23                                                          | 15.    |
| 1893/94              | Lancashire League      | –      | 22                                                          | 11                                                          | 4                                                           | 7                                                           | 51                                                          | 39                                                          | +12                                                         | 26                                                          | 4.     |
| 1894/95              | Lancashire League      | –      | 26                                                          | 10                                                          | 2                                                           | 14                                                          | 62                                                          | 63                                                          | -1                                                          | 22                                                          | 12.    |
| 1895/96              | Lancashire Combination | –      | Klub se odhlásil v průběhu sezóny, výsledky byly anulovány. | Klub se odhlásil v průběhu sezóny, výsledky byly anulovány. | Klub se odhlásil v průběhu sezóny, výsledky byly anulovány. | Klub se odhlásil v průběhu sezóny, výsledky byly anulovány. | Klub se odhlásil v průběhu sezóny, výsledky byly anulovány. | Klub se odhlásil v průběhu sezóny, výsledky byly anulovány. | Klub se odhlásil v průběhu sezóny, výsledky byly anulovány. | Klub se odhlásil v průběhu sezóny, výsledky byly anulovány. | –.     |